# Winsor McCay
Zenas Winsor McCay (n. 26 septembrie 1871, Spring Lake, Michigan, USA – d. 26 iulie 1934, Brooklyn, New York City, New York, USA) a fost un caricaturist renumit american, un pionier în producerea filmelor cu desene animate.